# Lamprosema moccalis
Lamprosema moccalis là một loài bướm đêm trong họ Crambidae.